# John Rolfe
Pour les articles homonymes, voir John et Rolfe.
John Rolfe, Jr. (vers 1585 - 1622) fut un des premiers colons anglais. On lui attribue le début de la culture du tabac (avec succès), destinée à l'exportation, dans la colonie de Virginie. Il est aussi connu pour avoir épousé Pocahontas en 1614, fille du chef de la confédération powhatan. Ils eurent un fils, Thomas Rolfe.
Personne ne sait à quoi il ressemblait ; tous les portraits de Rolfe furent réalisés bien après sa mort, et il n'existe aucune description de son apparence physique. En 1961, la Jamestown Foundation of the Commonwealth of Virginia, aujourd'hui Jamestown-Yorktown Foundation, offrait cinq cents dollars en récompense pour « la meilleure description historique » de « l'apparence et les particularités » de John Rolfe.

## Biographie
Rolfe est né vers 1585 à Heacham, à l'ouest du Norfolk, en Angleterre. Il est le fils de fermier John Rolfe ,Sr. (1550-1630) et de Dorothea Mason (1553-1640), et il fut baptisé le 6 mai 1585. À l'époque, l'Espagne avait le quasi-monopole [Quoi ?] du lucratif commerce du tabac. La plupart des colonies espagnoles du Nouveau Monde se situaient dans des régions au climat plus favorable à la culture du tabac que les implantations anglaises. La demande en tabac grandissant, l'équilibre commercial entre l'Angleterre et l'Espagne commença à en pâtir. Rolfe était l'un des nombreux hommes d'affaires qui virent la possibilité de concurrencer les importations espagnoles en cultivant le tabac à Jamestown, dans la nouvelle colonie anglaise de Virginie. Sans que l'on sache comment, Rolfe obtint des graines d'une variété très en vogue cultivée à Trinité et en Amérique du Sud, alors que l'Espagne punissait de peine de mort quiconque vendait ce type de graines à qui n'était pas espagnol.

## Départ vers la Virginie lors du "Third Supply"
Projet de la Virginia Company of London (établie par Jacques Ier d'Angleterre en 1606), Jamestown fut établie par un premier groupe de colons le 14 mai 1607. La colonie s'avéra aussi agitée que les précédentes colonies anglaises. Après que deux flottes de réapprovisionnement furent arrivées en 1608 (menées par Christopher Newport), une plus grande flotte fut envoyée en 1609, transportant des centaines de nouveaux colons ainsi que des provisions vers la colonie. La flotte était menée par le nouveau navire amiral de la Virginia Company, le Sea Venture, transportant Rolfe et sa femme.

## Mort
John Rolfe est mort vers l'âge de trente-sept ans en 1622 après que sa plantation ait été détruite lors d'une attaque Amérindienne . On ne sait pas si Rolfe fut tué lors de l'attaque ou s'il est mort des suites d'une maladie.